# Gerhard Steger
Gerhard Steger (* 14. Oktober 1957 in Wiener Neustadt) war Leiter der Sektion Budget im Finanzministerium von 1997 bis 2014 und Leiter der Sektion Finanzen/Beteiligungen im österreichischen Rechnungshof.

## Leben
Steger studierte Politikwissenschaft. Er ist Mitglied der SPÖ und war Vorsitzender der Arbeitsgemeinschaft Christentum und Sozialismus seiner Partei.
Unter Bundesminister Herbert Salcher war er von 1980 bis 1981 Referent im Büro des Bundesministers für Gesundheit und von 1981 bis 1983 Referent im Büro des Bundesministers für Finanzen. 1984 wechselte er in eine freiberufliche wissenschaftliche Tätigkeit. Nach seiner Rückkehr ins Bundesministerium für Finanzen 1986 war er bis 1991 Referent in der volkswirtschaftlichen Abteilung sowie der Budgetabteilung für Land- und Forstwirtschaft, von 1991 bis 1997 war er Abteilungsleiter der Budgetabteilung für Land- und Forstwirtschaft im Bundesministerium für Finanzen und von 1997 bis 2014 Leiter der Budgetsektion, zuständig für den Gesamthaushalt der Regierung. Er war Vorsitzender der OECD Working Party of Senior Budget Officials (SBO). In dieser Funktion trat er für eine Konsolidierung und ausgabenseitige Sanierung des Budgets sowie eine Ablehnung neuer Schulden ein. Weiter gestaltete er maßgeblich die Haushaltsreform des Bundes mit. Diese ermöglicht eine Festschreibung der Obergrenzen für die Ausgaben über mehrere Jahre mit Spielräumen für jene Bereiche, die Konjunkturschwankungen unterworfen sind – und mit der Möglichkeit für die Ressortchefs, Reserven anzulegen und das Geld später auszugeben.
Mit April 2014 wechselte er als Leiter der Sektion Finanzen/Finanzausgleich/Beteiligungen/EU in den Rechnungshof.
Im Juni 2016 wurde er von der SPÖ und dem Team Stronach für den Posten des Präsidenten des Rechnungshofes nominiert. Nach der Wahl von Margit Kraker zur Nachfolgerin von Rechnungshofpräsidenten Josef Moser kündigte Steger an, den öffentlichen Dienst verlassen und sich ab September als Berater für öffentliches Finanzmanagement mit Schwerpunkt auf den internationalen Bereich selbstständig machen zu wollen.

## Auszeichnungen
- 2000: Großes Silbernes Ehrenzeichen für Verdienste um die Republik Österreich[6]
- 2008: Großes Silbernes Ehrenzeichen mit dem Stern für Verdienste um die Republik Österreich[6]

## Schriften (Auswahl)
- Haushaltsrechtsreform : Textausgabe mit Anmerkungen. Verlag Österreich, Wien, 2008, ISBN 978-3-7046-5172-3
- Erfolgreich führen in der Verwaltung : eine praxisorientierte Steuerungshilfe. Verlag Österreich, Wien, 2005, ISBN 3-7046-4773-X
- Öffentliche Haushalte in Österreich. Verlag Österreich, Wien, 2005, ISBN 3-7046-4730-6